# ピシンギーニャ

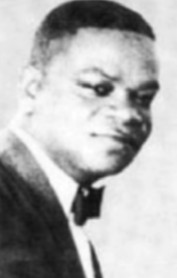
ピシンギーニャ

ピシンギーニャ（Pixinguinha、1897年4月23日 - 1973年2月17日）は、ブラジルの作曲家、演奏家、編曲家。本名はアルフレド・ダ・ホーシャ・ヴィアーナ・フィーリョ（Alfredo da Rocha Vianna Filho）。

## 生涯・業績

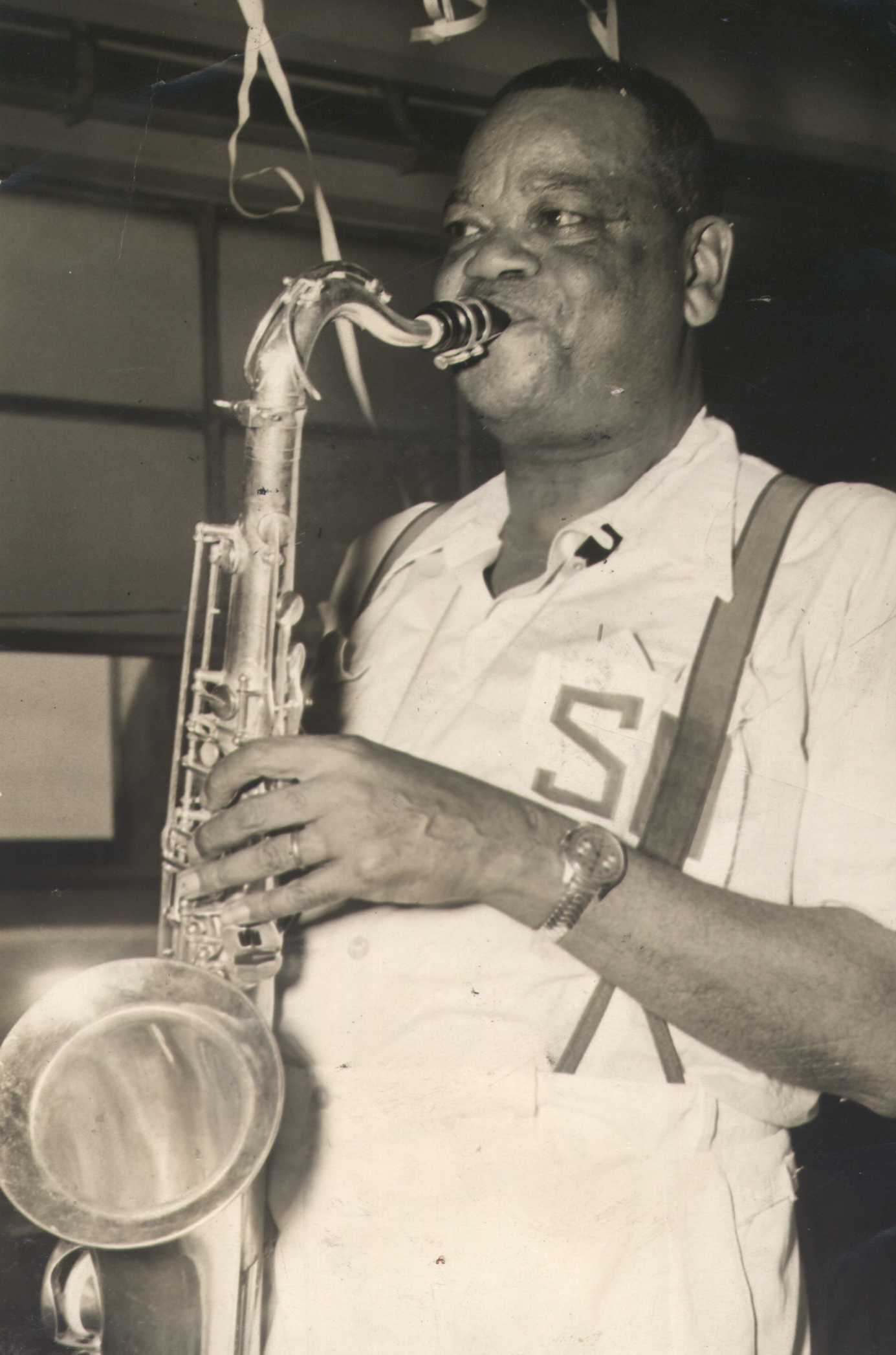
Pixinguinha, 1959.

リオ・デ・ジャネイロにて、父アルフレド・ダ・ホーシャ・ヴィアーナと母マリア・ダ・コンセイソンの14男として生まれた。少年の頃より音楽の才能を見出され、バンドを結成し各地を演奏して回った。最初はフルート奏者であったが、後年にサクソフォーンに持ち替えた。ピシンギーニャは19世紀のショーロ作曲の先駆者たちからの伝統とアフロ・ブラジリアンの様式を受け継いだ音楽活動を行い、1928年に作曲した「カリニョーゾ（Carinhoso）」はブラジルの第二の国歌と言われるほど愛されたほか、「1X0（Um a Zero）」などの代表曲を生み出した。ショーロを一つのジャンルとして大きく開拓した彼は、その性格とアイデンティティ故に賞賛を受け、1950年代末に創生されたボサノヴァにも影響を与えた。
2001年、彼の誕生日4月23日が「ショーロの日」と制定された。